# Jakub Dvorský

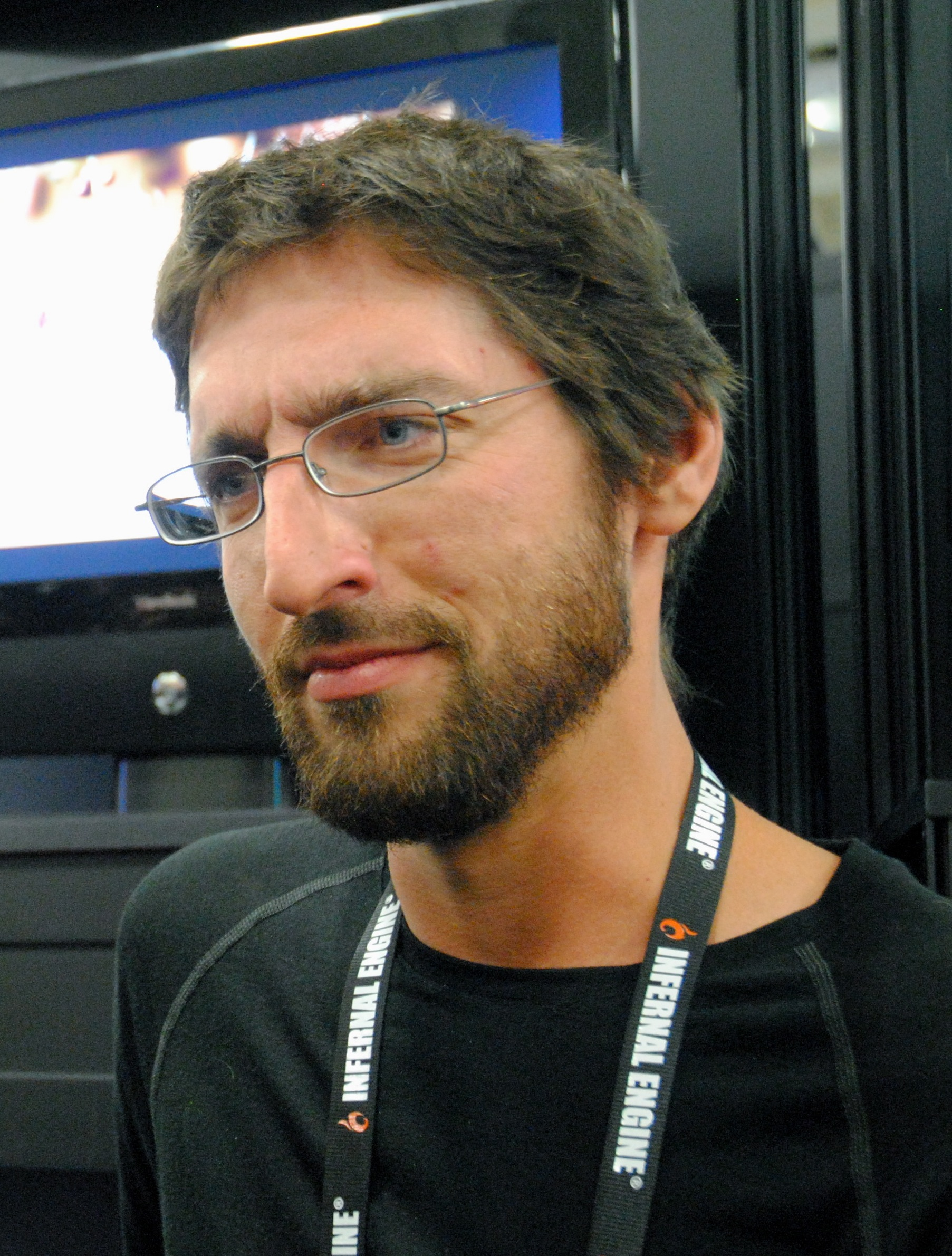
Jakub Dvorský 2012

Jakub Dvorský (* 19. August 1978) ist ein Entwickler und Designer für Computer- und Videospiele aus Brno (Tschechien). 2003 gründete er das Entwicklerstudio Amanita Design, welches für seine Spiele einige Preise erhielt.

## Leben
Bereits im Alter von 19 Jahren entwickelte Jakub Dvorský, zusammen mit einigen Schulfreunden, Computerspiele. Von 1994 bis 1997 arbeitete Jakub Dvorský bei dem Spieleentwickler NoSense. Dort wirkte er bei Projekten, wie Dragon History, Catapult und Asmodeus: Mysterious Country of Ruthaniol mit. Im Jahr 1997 löste das Studio sich auf, worauf Dvorský damit begann an der Academy of Arts in Prag zu studieren.
2003 gründete er das Entwicklerstudio Amanita Design, als er sein Projekt für die Studienabschlussarbeit an der Akademie fertigstellte. Dafür entwickelte ein Online-Flash Game, genannt Samorost. Dies war der erste Teil einer Serie, die in den Jahren danach von Amanita Design weitergeführt wurde.
Das neue Team von Amanita Design bestand größtenteils aus ehemaligen Mitarbeitern von NoSense. Dvorský arbeitete mit Amanita Design an Projekten, wie Samorost 2, Machinarium und Samorost 3. Letzteres wurde am 24. März 2016, nach fünf Jahren Entwicklung, veröffentlicht. Außerdem entwickelte das Studio 2010 einen animierten Film, genannt Kooky, welcher eine Nominierung für den Český lev erhielt. Die meisten Spiele von Amanita Design sind Point-and-Click-Adventures, so auch der neueste Titel des Studios: Chuchel (2018).

## Ludografie
- 1995: Dragon History
- 1996: Katapult
- 1997: Asmodeus
- 2003: Samorost
- 2004: Rocketman VC – ein Spiel für Nike
- 2004: Samorost 2
- 2006: The Quest for the Rest – ein Spiel für The Polyphonic Spree
- 2008: Questionaut – ein Lern-Spiel für die BBC
- 2009: Machinarium
- 2012: Botanicula
- 2016: Samorost 3
- 2018: Chuchel
- 2019: Pilgrims

### Auszeichnungen
Dvorský gewann mit seinem Entwicklerstudio Amanita Design einige Preise. Machinarium gewann den Preis für das Beste Indie Game 2009 von Gasmasutra und den Preis für den Besten Soundtrack in einem Videospiel von PC Gamer. Botanicula gewann den European Games Award 2012 in der Kategorie „Bestes Europäisches Abenteuerspiel“.